# André Beijersbergen
Andries Johannes Jacobus (André) Beijersbergen van Henegouwen (Den Haag, 16 november 1873 – aldaar, 3 juli 1949) was een Nederlands organist en koordirigent.
Hij werd geboren binnen het gezin van behanger Jacobus Hendrik Beijersbergen van Henegouwen en strijkster Johanna Catharina Adriana Viddeleer. Hijzelf huwde Cornelia Hendrika Muller. Hij overleed in het Haags Gemeenteziekenhuis (Zuidwal) en werd begraven op Begraafplaats Sint Barbara. Hij was in het bezit van:
- Gouden Erekruis Pro Ecclesia et Pontifice
- Kruis van Verdienste van het Nederlandse Rode Kruis
- Witte Mobilisatiekruis 1914-1918

Hij kreeg zijn muzikale opleiding aan de Koninklijke Muziekschool in Den Haag. Zijn docenten waren Willem Nicolaï en Adrianus Giesen. Hij rondde die studie in 1895 af. Hij werd toen organist van de Heilig Hartkerk te Den Haag. Die functie zou hij tweeëntwintig jaar bekleden, totdat hij in 1916 de organist werd van de kerk aan het Hooge Westeinde. Voorts was hij leider van de Koninklijke Nationale Zangschool (hij zou er 40 jaar werken) en de liedertafels "Oefening en Uitspanning" te Den Haag, "Zanglust" te Dordrecht en zangvereniging "St. Caecilia". Hij was ook de man achter het koor van de Haagsche Tram. Als leider van de diverse koren was hij tot in de late jaren dertig als dirigent aanwezig bij allerlei festiviteiten, maar ook op begrafenissen. De laatste jaren van zijn leven was hij organist en leider van het koor van de Teresiakerk. Hij trad naast genoemde functies ook op als begeleider of solist.
In 1900 werd hij gehuldigd als leider van Oefening en Uitspanning. Op station Hollands Spoor werd hem een lauwerkrans overhandigd, omdat hij en zijn koor een eerste prijs had gewonnen in Haarlem.
Van zijn hand verscheen ook een beperkt aantal composities, waaronder Nederigheid uit 1907. Dat werd benoemd tot verplicht werk bij een zangconcours in 1907.